# Manik Sarkar

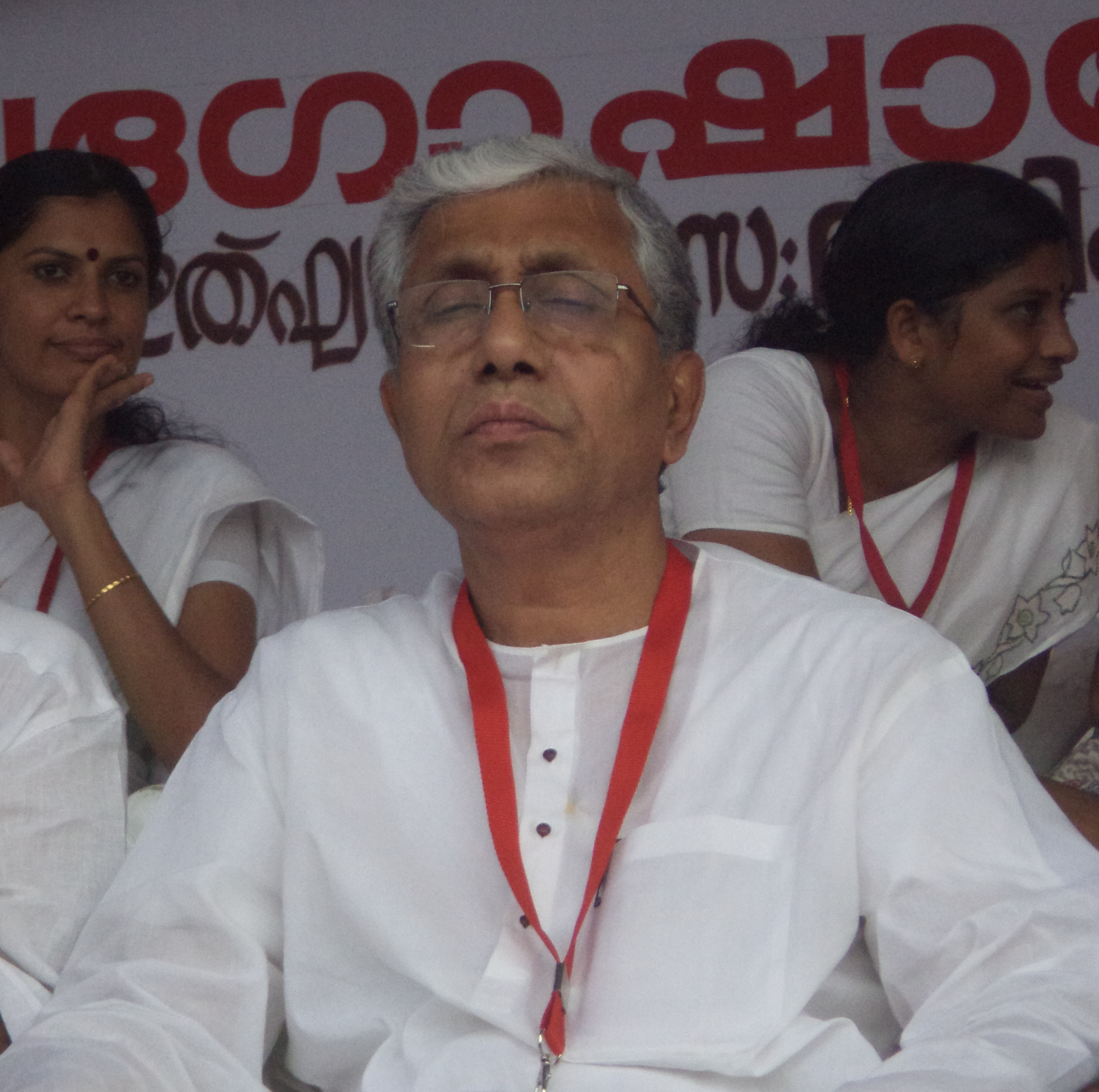
Manik Sarkar

Manik Sarkar (ur. 22 stycznia 1949) – indyjski polityk.
Studiował na University of Calcutta. W 1972 wybrany członkiem komitetu stanowego KPI (M), w 1978 wszedł do sekretariatu stanowego partii. Na XII Kongresie KPI (M), w 1985, włączony do Komitetu Centralnego, od 2002 również członek Biura Politycznego. W marcu 1998 stanął na czele rządu stanowego Tripury.